# Navegação na web
A navegação na Web refere-se ao processo de navegação em uma rede de recursos de informação na World Wide Web, organizada como hipertexto ou hipermídia. A interface do usuário usada para fazer isso é chamada de navegador da web.
Um tema central no web design é o desenvolvimento de uma interface de navegação web que maximize a usabilidade.
O sistema geral de navegação de um site inclui várias peças de navegação, como navegação global, local, suplementar e contextual; todos esses são aspectos vitais do amplo tópico de navegação na web. Os sistemas de navegação hierárquica também são vitais, por serem o principal sistema de navegação. Ele permite que o usuário navegue no site usando somente níveis, o que muitas vezes é visto como restritivo e requer sistemas de navegação adicionais para estruturar melhor o site. A navegação global de um site, como outro segmento da navegação na web, serve como esboço e modelo para facilitar a manobra dos usuários que acessam o site, enquanto a navegação local é frequentemente usada para auxiliar os usuários em uma seção específica do site. Todas essas peças de navegação se enquadram nas categorias de vários tipos de navegação na web, permitindo maior desenvolvimento e experiências mais eficientes ao visitar uma página da web.

## História
A navegação na Web surgiu com a introdução da World Wide Web em 1989, criada por Tim Berners-Lee. Com o surgimento da World Wide Web, a navegação na web se tornou um aspecto e uma função cada vez mais importantes nos empregos e na vida cotidiana. Com um terço da população mundial utilizando-a atualmente, a navegação na Web mantém o uso global na atual sociedade internacional em constante evolução. A navegação na Web não se restringe somente aos computadores, já que celulares e tablets adicionaram novas formas de acesso às informações na Web atualmente. A onda mais recente de tecnologia que afetou a navegação na web é a introdução e o crescimento do smartphone. A navegação na Web evoluiu de uma ação restrita para algo que muitas pessoas fazem diariamente.

## Tipos de navegação na web
O uso de ferramentas de navegação em sites permite que os visitantes experimentem o site com mais eficiência. Um sistema de navegação de um site é análogo a um roteiro que permite aos visitantes da página da web explorar e descobrir diferentes áreas e informações contidas no site.
Existem muitos tipos de navegação em sites:

### Navegação global
A navegação global mostra as seções/páginas de nível superior do site. Ela está disponível em cada página e lista as principais seções/páginas de conteúdo do site.

### Navegação no site local
A navegação local são os links no texto de uma determinada página da web, que levam a outras páginas do site.

## Estilos de navegação na web
As navegações na Web variam em estilo entre diferentes sites, bem como em um determinado site. A disponibilidade de diferentes estilos de navegação permite que as informações no site sejam entregues de forma fácil e direta. Isso também diferencia entre categorias e os próprios sites para indicar quais são as informações vitais e permitir que os usuários acessem mais informações e fatos discutidos no site. Em todo o mundo, diferentes culturas preferem certos estilos de navegação na web, permitindo uma experiência mais agradável e funcional à medida que os estilos de navegação se expandem e se diferenciam.
- Barra de navegação: uma barra de navegação[9] ou (sistema de navegação) é uma seção de um site ou página online destinada a auxiliar os visitantes a navegar pelo documento online.
- Mapa do site: um mapa do site (ou sitemap) é uma lista de páginas de um site acessíveis a rastreadores ou usuários. Pode ser um documento em qualquer formato usado como uma ferramenta de planejamento para web design ou uma página da web que lista as páginas de um site, normalmente organizadas de forma hierárquica.
- Menu suspenso: na computação com interfaces gráficas de usuário, um menu suspenso, menu suspenso ou lista suspensa é um elemento de controle de interface de usuário (GUI) (“widget” ou “controle”), semelhante a uma caixa de listagem, que permite ao usuário escolher um valor de uma lista.
- Menu flyout: na computação com interfaces gráficas de usuário, um menu que desliza para fora (para baixo ou para o lado) quando você clica ou passa o mouse sobre algum elemento da GUI.[10]
- Âncora nomeada: um elemento âncora é chamado de âncora porque os web designers podem usá-lo para ancorar uma URL em algum texto em uma página da web. Quando os usuários visualizam a página da web em um navegador, eles podem clicar no texto para ativar o link e visitar a página cujo URL está no link.

O que torna o trabalho com a navegação em web design ser difícil é sua versatilidade. A navegação varia em design pela presença de algumas páginas principais em comparação à arquitetura multinível. O conteúdo também pode variar entre usuários conectados e desconectados, entre outros. Como a navegação tem muitas diferenças entre sites, não há diretrizes definidas ou listas de tarefas para organizar a navegação. Projetar a navegação consiste em usar uma boa arquitetura de informação e expressar o modelo ou conceito de informação usado em atividades que exigem detalhes explícitos de sistemas complexos.